# Vivian Dykes
Vivian Dykes, britanski general, * 1898, † 1943.